# Yvonne Hijgenaar
Yvonne Hijgenaar (* 15. Mai 1980 in Alkmaar) ist eine ehemalige niederländische Radsportlerin.

## Sportliche Laufbahn
Yvonne Hijgennar war als Jugendliche an vielen Sportarten interessiert, begann zunächst mit Handball, spielte Tennis und betrieb Eisschnelllauf. Als Eisschnellläuferin gelang ihr der Sprung in den Nationalkader.
2001 kaufte sich Hijgenaar ein Bahnrad zu Trainingszwecken. Aus Spaß schrieb sie sich für ein Rennen auf der Bahn in Alkmaar ein und fiel dort dem damaligen niederländischen „Bondscoach“ Peter Pieters auf, der sie zum Bahntraining einlud. Schon im selben Jahr wurde sie Niederländische Meisterin im Zeitfahren über 500 m und im Sprint Zweite.
In den folgenden Jahren errang Hijgenaar zahlreiche nationale Meistertitel im Zeitfahren, Keirin und Sprint. 2005 errang sie bei den Bahn-Weltmeisterschaften zwei Bronze-Medaillen im Zeitfahren und im Keirin. International war sie zudem erfolgreich im Teamsprint, gemeinsam mit Willy Kanis: Die beiden Fahrerinnen wurden 2007 Vize-Weltmeisterinnen. Zudem wurde Yvonne Hijgenaar bei der Bahn-WM 2009 in Pruszkow Dritte im Omnium. Nach ihrer Teilnahme an den Olympischen Spielen 2012 in London, wo sie Platz fünf im Sprint belegte, beendete sie ihre Radsportlaufbahn.
Yvonne Hijgenaar ist liiert mit dem Radsportler Roy van den Berg. Im August 2013 wurde ein gemeinsames Kind geboren.

## Erfolge
2001
- Niederländische Meisterin – 500-Meter-Zeitfahren

2002
- Europameisterschaft (U23) – 500-Meter-Zeitfahren
- Niederländische Meisterin – Sprint, 500-Meter-Zeitfahren

2003
- Niederländische Meisterin – Sprint, Keirin, 500-Meter-Zeitfahren

2004
- Bahnrad-Weltcup in Manchester – 500-Meter-Zeitfahren
- Bahnrad-Weltcup in Sydney – 500-Meter-Zeitfahren
- Niederländische Meisterin – Sprint, Keirin, 500-Meter-Zeitfahren

2005
- Weltmeisterschaft – Keirin, 500-Meter-Zeitfahren
- Bahnrad-Weltcup in Sydney – 500-Meter-Zeitfahren
- Niederländische Meisterin – Sprint, Keirin, 500-Meter-Zeitfahren

2006
- Bahnrad-Weltcup in Sydney – 500-Meter-Zeitfahren
- Bahnrad-Weltcup in Moskau – Teamsprint (mit Willy Kanis)

2007
- Bahnrad-Weltcup in Los Angeles – Teamsprint (mit Willy Kanis)
- Bahnrad-Weltcup in Manchester – Teamsprint (mit Willy Kanis)
- Bahnrad-Weltcup in Sydney – Teamsprint (mit Willy Kanis)
- Bahnrad-Weltcup in Peking – Teamsprint (mit Willy Kanis)

2008
- Bahnrad-Weltcup in Los Angeles – Teamsprint (mit Willy Kanis)
- Bahnrad-Weltcup in Melbourne – Teamsprint (mit Willy Kanis)
- Europameisterin – Sprint-Omnium

2009
- Weltmeisterschaft – Omnium
- Bahnrad-Weltcup in Melbourne – Teamsprint (mit Willy Kanis)

2011
- Niederländische Meisterin – Sprint

2012
- Niederländische Meisterin – Sprint, 500-Meter-Zeitfahren